# 厄革里亚

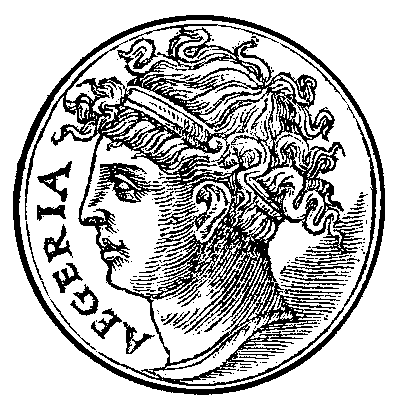
一幅16世纪厄革里亚画像

厄革里亚或埃吉利亚同名泉水的自然女神，一位罗马早期历史中的传奇角色，第二任羅馬國王努瑪·龐皮留斯的王后和指导者，她帮助建立和制定了古罗马的宗教机构及法律法规和礼仪。她的名字后来作为了女顾问或女辅导的代名词。

## 簡歷
厄革里亚是一位宁芙或罗马宗教系统中来历不明的次要女神，虽不明确,但她一直与另一位狄安娜类型的角色有关，对她们的崇拜已知是在圣林举行，如：阿里恰镇的内米遗址，另一个靠近罗马，推测是便于她与国王努马的定期会面；两位女神也与泉水、宗教或医疗等有关（在罗马卡墨奈圣林中的泉水专用祭典维斯塔的仪式）；她们的崇拜还与其他含义更隐晦的男性人物有关，如一位名叫维耳比乌斯（Virbius）或马里乌斯·埃格里乌斯（Manius Egerius）的，大概是一位年轻男性。因为与狄安娜有关，几年后又被认为类似阿梯斯（Atys）或希波吕忒（Hippolyte）的角色，（见弗雷泽）。
有时被描述为“山岳宁芙”（普鲁塔克），通常认为她是一位水神，但不知怎么对她的崇拜也牵扯到了分娩，像希腊女神伊利堤亚（Ilithyia）。
但最重要的是，厄革里亚给予了智慧和预言，以换取在圣林中祭典的水或奶。通过她与努马·蓬庇利乌斯（罗马的第二个传说中的国王，创始者罗慕路斯（Romulus）的成功继承人）关系的故事，她的这种能力已经变得十分流行的。
在神话中，她显示为一位顾问，指导努马国王建立起罗马法律和礼仪的原始框架，在罗马神话中，她的这个角色是以独特的方式与“圣书”相关联；努马（拉丁语“守护神”表示“一位神所表达的意愿”）被称为在他所沉浸的《圣书》中写下厄革里亚的教义。

## 在阿里恰

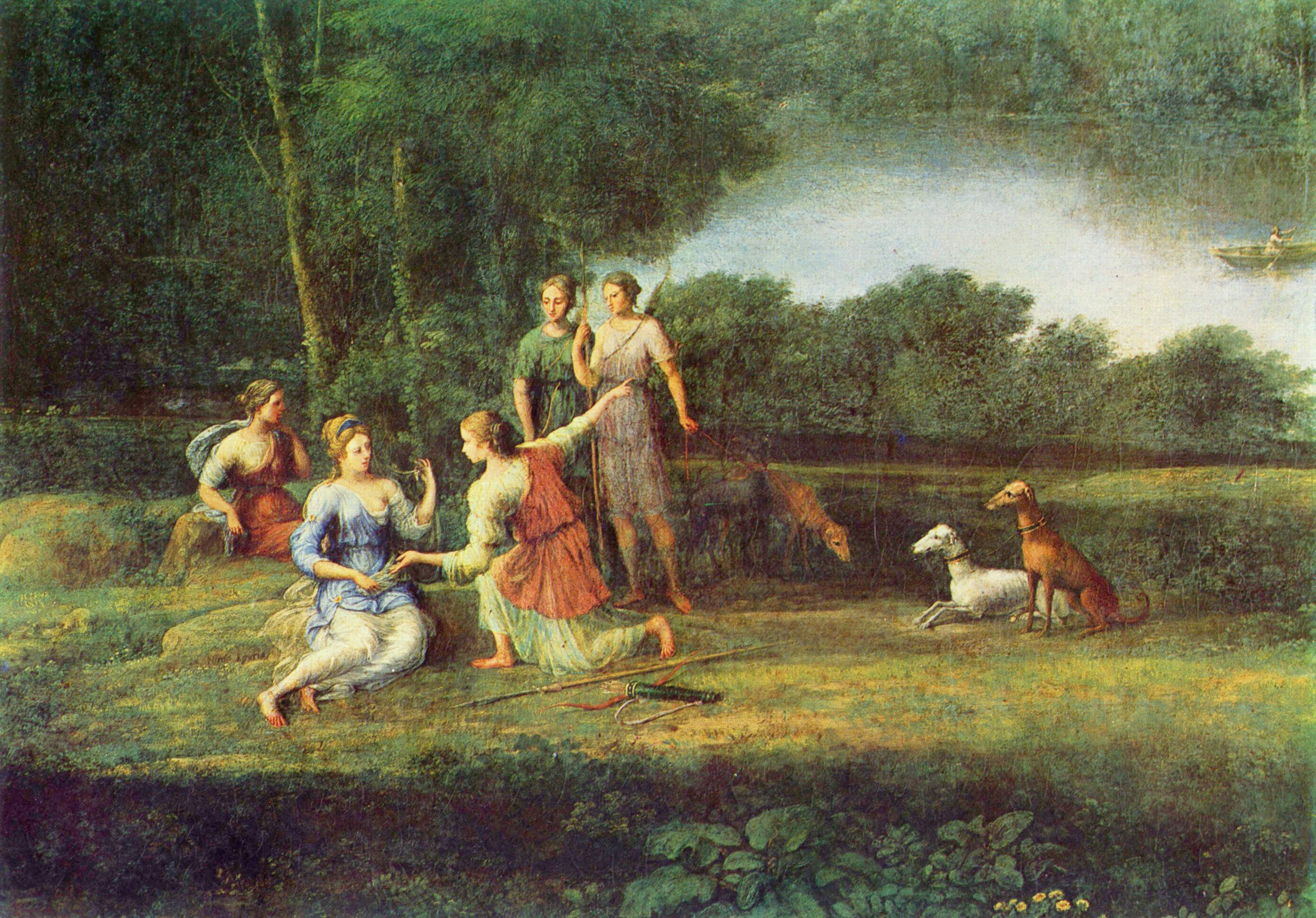
厄革里亚哀悼努马·蓬庇利乌斯 （1669年）克罗德·洛林创作

厄革里亚可能早于罗马神话：她可能起源于古意大利拉齐奥阿里恰镇圣森林中，与“狄安娜树林”（内米的狄安娜）一样的小树林。阿里恰也有一位马里乌斯·埃格里乌斯，厄革里亚男性对偶神。

## 在罗马

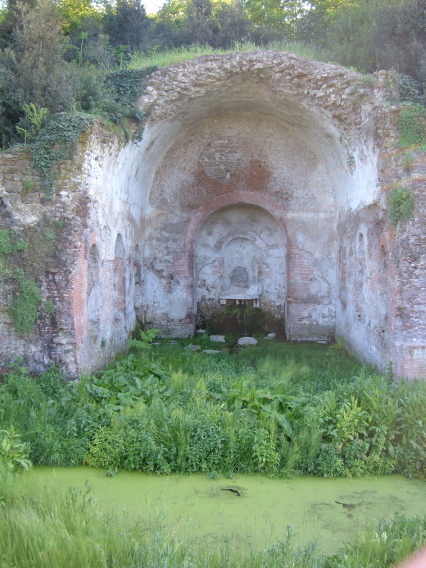
“厄革里亚仙女”的后殿,罗马卡法瑞拉公园

厄革里亚圣林通过罗马忙碌之门-卡佩纳门而与努马紧连，卡佩纳门在始建于公元三世纪的卡拉卡拉浴场附近。在公元二世纪，赫罗狄斯·阿提库斯（Herodes Atticus）继承一所别墅后，将其改造成一所大美景庄园，天然洞窟被装修成带半圆形后殿的拱形壁龛，里面曾矗立着一尊厄革里亚雕像，外表覆盖着绿色和白色大理石饰面、绿色斑岩地板及马赛克带状装饰。初春时分，数十条泉水流进阿尔摩涅（Almone）河，充满大池，其中一个被称为“健康湖”。
安霓可花园是十九世纪罗马人青睐的郊游地，现在仍可在位于亚壁古道（Appian Way）和更古老的拉丁大道（Via Latina.）之间的卡法瑞拉（Caffarella）的考古公园参观到。

## 现代文学
- In Nathaniel Lee's English Restoration tragedy Lucius Junius Brutus （1680）, Egeria appears in a vision to Brutus' son Titus.
- In Oscar Wilde's The Importance of Being Earnest, the priest Chasuble refers to Cecily's tutor Miss Prism as Egeria.
- In Joseph Conrad's Under Western Eyes, (1911)   Madame de S___, a Russian lady of advanced views is referred to as the Egeria of Peter Ivanovich, the heroic fugitive" who wrote books preaching and practicing the cult of women under the rites of special devotion to the transcendental merits of Madame de S___.